# Principado do Pindo
O Principado do Pindo (também Pindus ou Pindos) (em Macedo-Romeno : Principatu di la Pind) foi um estado fantoche no norte da Grécia durante a Segunda Guerra Mundial, sob o controlo de Itália. Os Montes Pindo são uma região montanhosa na Grécia do Norte habitada por valáquios (arromaneses). O pequeno estado foi proclamado durante a ocupação italiana de Grécia do norte como a pátria de arumânicos e chamado Principato del Pindo pelos italianos tendo sido definitivamente incorporado na Grécia.
O primeiro príncipe era a cabeça de de uma organização conhecida como legião romana - Alkiviadis Diamandi, que estabeleceu sua corte.

## Monarcas
- 1941-1942: Alcibíades Diamandi
- 1942: Nicholas Matoussi